# Jules Couchard
Jean-Pierre-Jules Couchard, né le 19 juillet 1848 à Sainte-Foy-la-Grande et mort le7 avril 1911 à  Saint-Louis, est le fils d'un pasteur protestant de Sainte-Foy-la-Grande (Gironde), avocat installé vers 1885 à Saint-Louis-du-Sénégal. Maire de cette commune sénégalaise, il est élu député en 1893. Il réussit d'abord à fédérer les différents clans politiques locaux pour son soutien, mais à partir de 1895, il est victime d'alliances de notables à des élections municipales ou du conseil général qui le découragent de se représenter. 